# Torsås (plaats)
Torsås is de hoofdplaats van de gemeente Torsås in het landschap Småland en de provincie Kalmar län in Zweden. De plaats heeft 1829 inwoners (2005) en een oppervlakte van 248 hectare.
In Torsås staat een monument ter ere van het Verdrag van Brömsebro tussen Denemarken en Zweden uit 1645.

## Verkeer en vervoer
Bij de plaats loopt de Länsväg 130. Zo'n 4 kilometer oostelijker ligt de Europese weg 22.